# Galería Nacional de Parma
La Galería Nacional de Parma (en italiano, Galleria Nazionale) es una pinacoteca que se encuentra en la Piazza della Pilotta 5 de Parma (Italia).
El museo expone obras de: Beato Angelico, Canaletto, Giambattista Pittoni, Leonardo da Vinci, Tintoretto, Correggio, Sebastiano del Piombo, Guercino, Parmigianino, etc.

## Historia
La galería está situada en el Palacio de la Pelota que fue construido hacia el año 1583, durante los últimos años del ducado de Octavio Farnesio.
El edificio fue ampliado por voluntad del duque Ranuccio II Farnesio, fueron creados el Teatro, los establos, las habitaciones de los mozos de cuadra, el picadero, el almacén de carruajes, la Sala de la Academia y de las galerías que delimitaron los patios.

Las labores se iniciaron en 1602 sobre un proyecto del arquitecto Simone Moschino; se interrumpieron en el año 1611 dejando la construcción incompleta.

Los sucesores de Ranuccio se ocuparon sobre todo del interior del palacio donde fueron reunidas las colecciones artísticas de la familia.
En 1734, el rey de Nápoles Carlos de Borbón se llevó consigo la colección hasta el establecimiento en Parma de la corte de Felipe de Borbón.

El duque instituyó, en el interior del palacio, la Academia Ducal de Pintura, Escultura y Arquitectura en el año 1757 y, en 1769 la Biblioteca Palatina.

## Obras principales

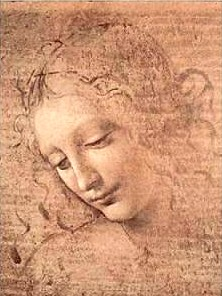
Leonardo: Cabeza de muchacha, llamada La despeinada (h. 1508), Tierra oscura, ámbar verdoso y cerusa sobre tabla, 24,7 x 21 cm
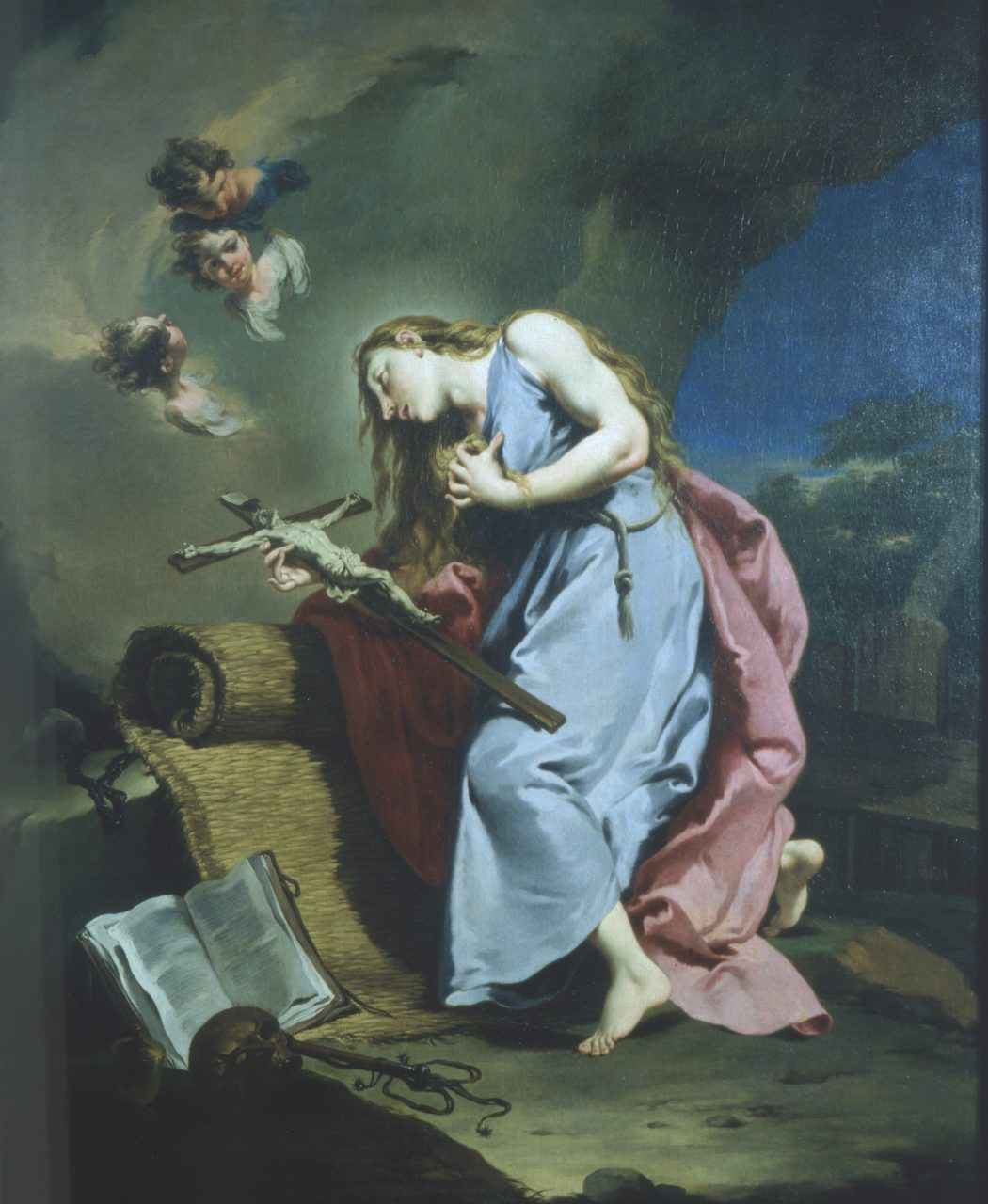
Giambattista Pittoni: La Magdalena en adoración del crucifijo óleo sobre lienzo
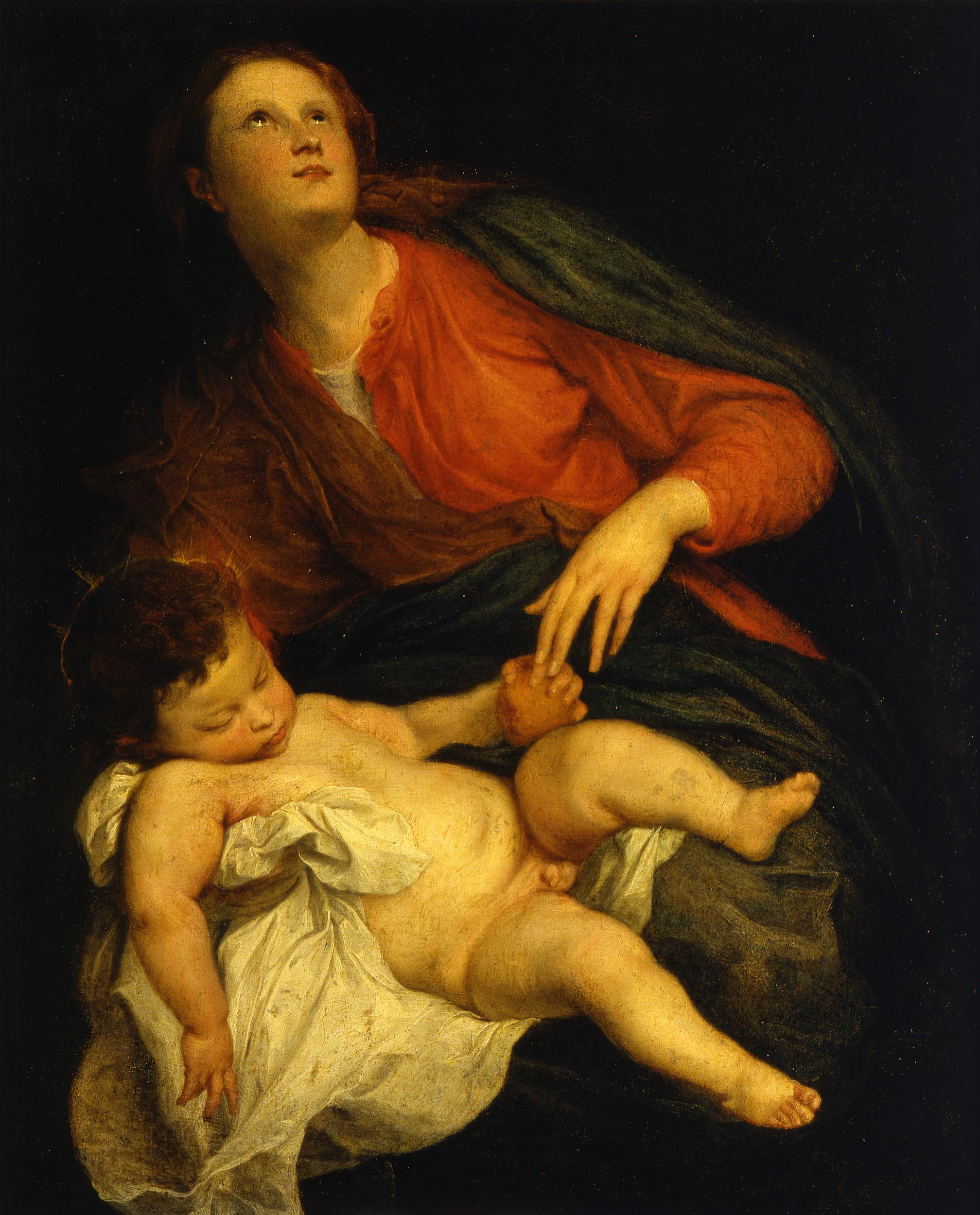
Anton van Dyck: Virgen con Niño
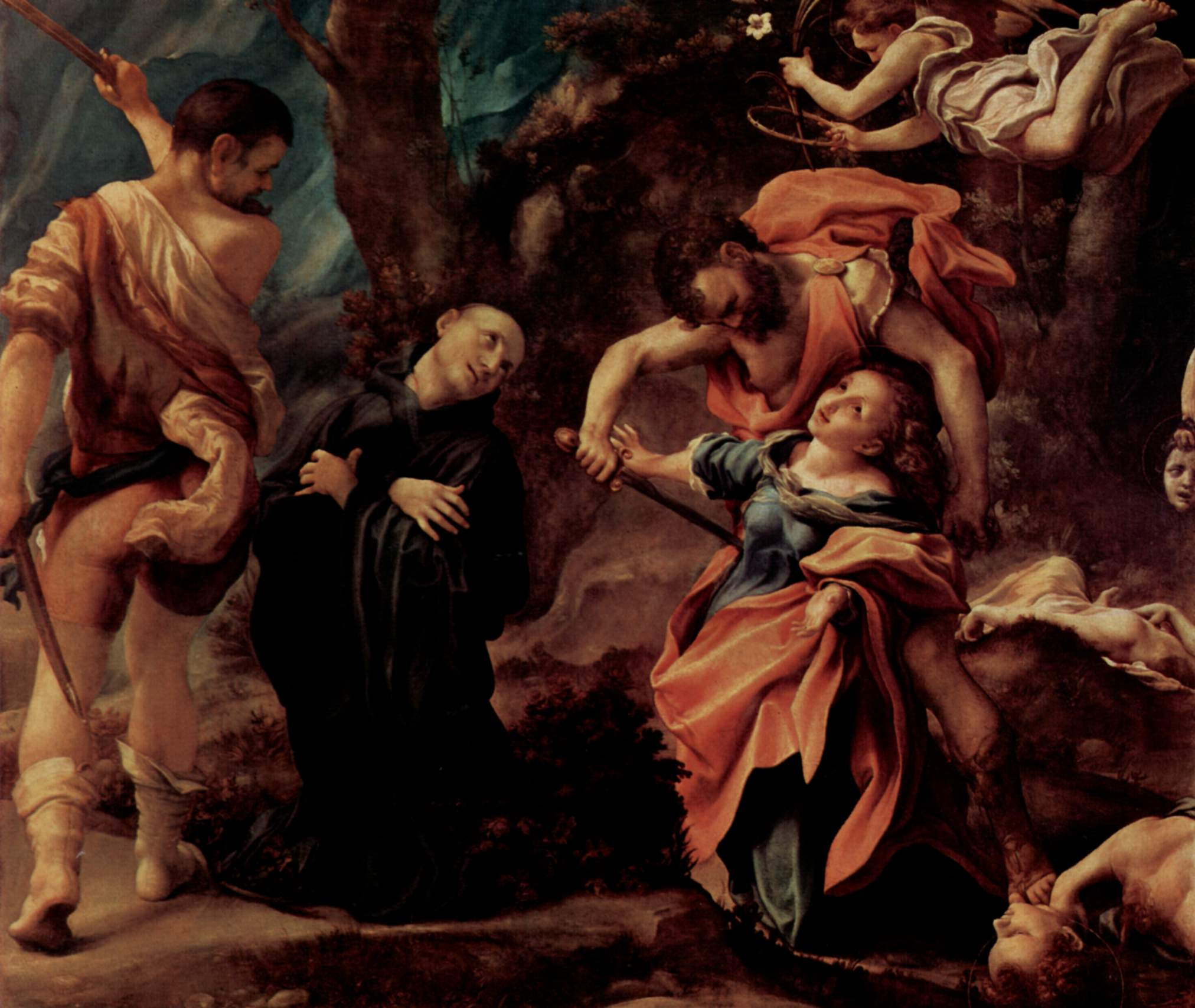
Correggio: Martirio de los santos Plácido, Flavia, Eutiquio y Victorino (h. 1524-1525), óleo sobre lienzo, 160 × 185 cm
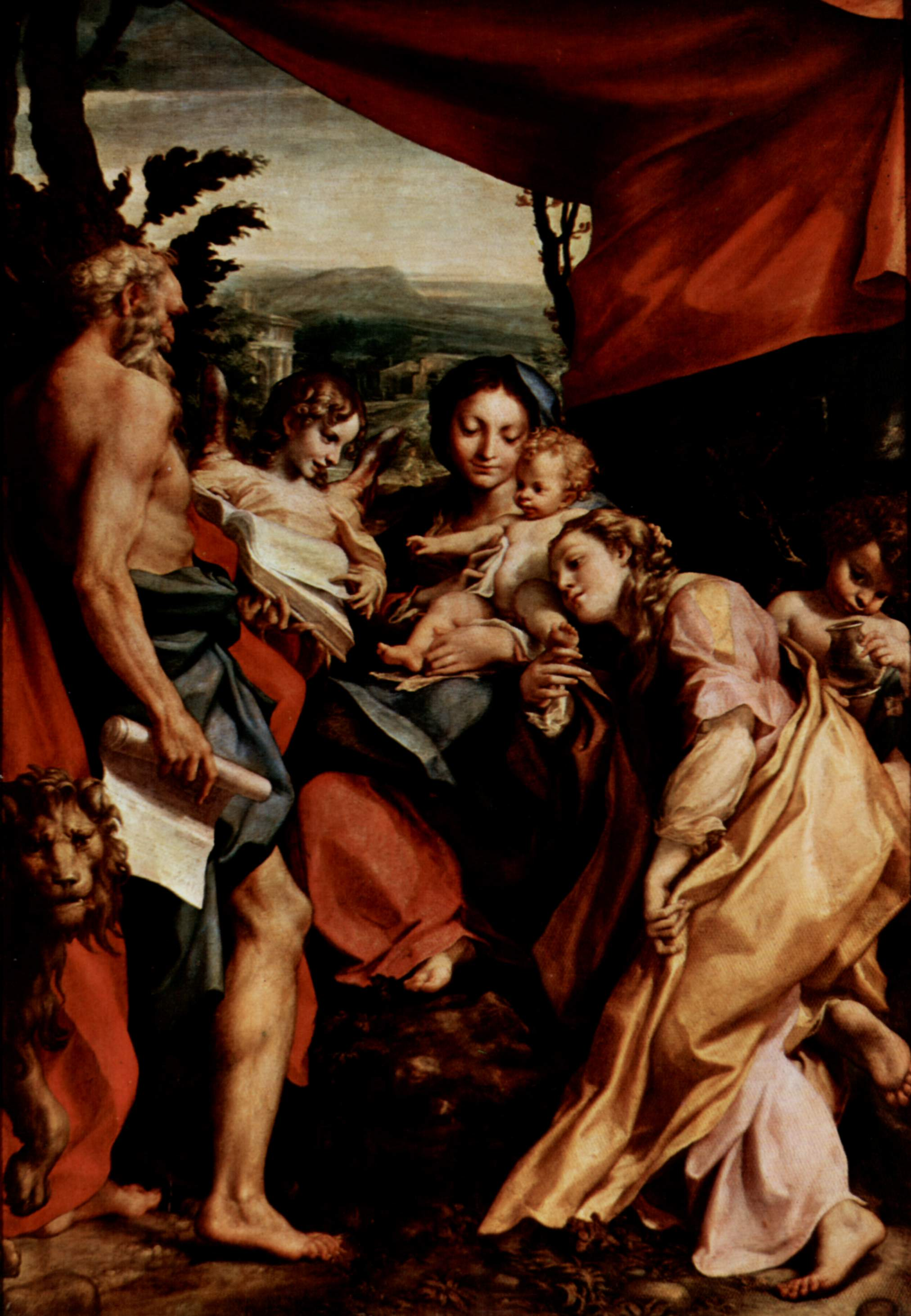
Correggio: La Virgen de San Jerónimo (1527-1528), óleo sobre tabla, 205 × 141 cm
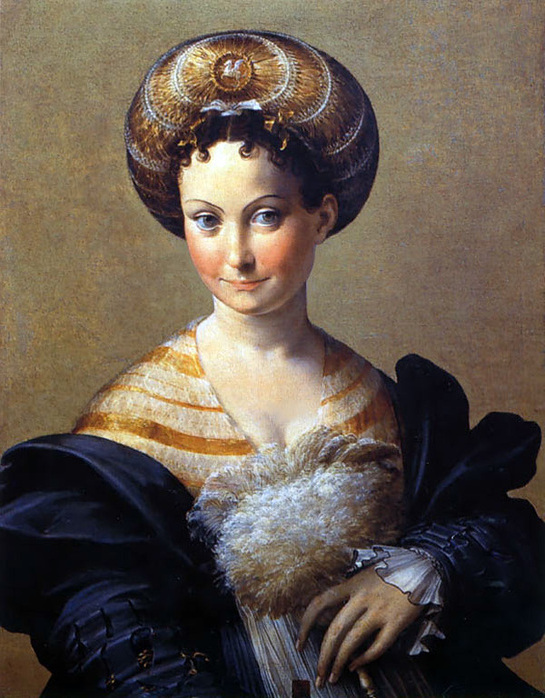
Parmigianino: La esclava turca
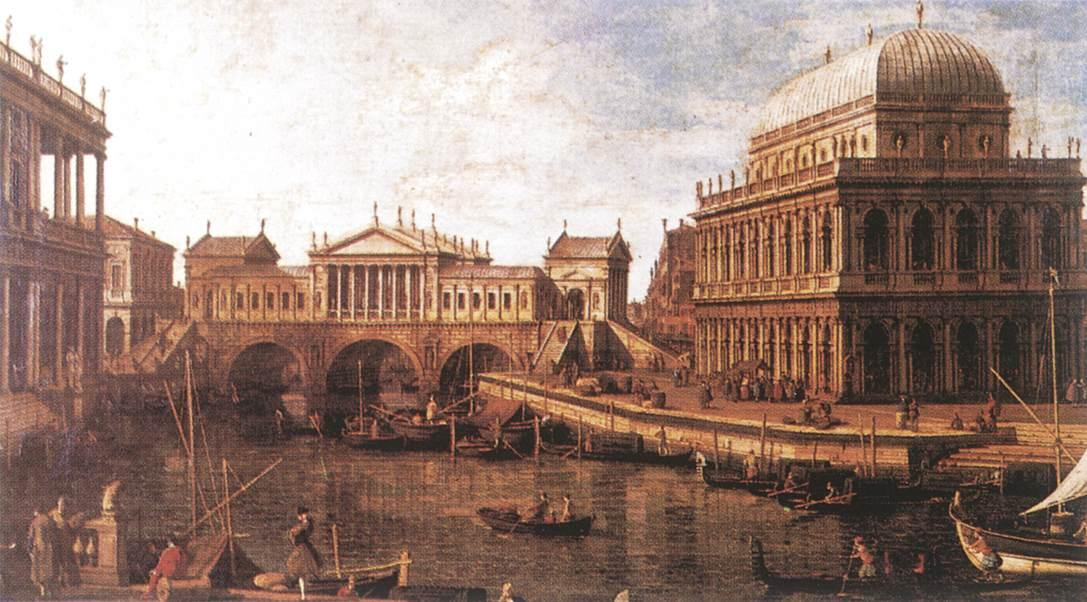
Canaletto: Capricho palladiano